# Michel Théato
Michel Johann Théato (22. března 1878 Lucemburk – 1923 Paříž) byl lucemburský atlet, běžec, olympijský vítěz z roku 1900.
Dlouho se soudilo, že šlo o Francouze, ale v závěru 20. století Alain Bouillé zjistil, že se Théato narodil v Lucembursku a nikdy nezískal francouzské občanství. Pracoval v Paříži jako truhlář a byl členem sportovního klubu Club Amical et Sportif de Saint-Mandé.
Na olympiádě v roce 1900 startoval v maratonském běhu, trať závodu tehdy měřila 40 260 metrů. Ve druhé polovině závodu předstihl dosud vedoucího Švéda Ernsta Fasta (který pak doběhl třetí) a zvítězil v čase 2.59:45,0. Po doběhu tvrdil Američan Arthur Newton, který skončil pátý, že Théato si zkracoval trat vzhledem ke své znalosti pařížských ulic, historická bádání však toto nepotvrdila.
I když byl občanem Lucemburska, Mezinárodní olympijský výbor soudí, že na olympiádě startoval za Francii a proto získané vítězství připisuje Francii.